# Họ Vẹt
Psittacidae (Họ Vẹt) là một họ chim trong bộ Psittaciformes. Họ Vẹt có 2 phân họ Psittacinae (Vẹt Cựu thế giới) và Arinae (Vẹt Tân thế giới), với khoảng 10 loài trong nhóm Cựu Thế giới, và 148 loài trong nhóm còn lại, và bao gồm nhiều loài đã tuyệt chủng trong những thế kỷ gần đây.

## Phân loại học
Việc xem xét lại phân loại họ Vẹt (Psittacidae) gần đây dựa trên các nghiên cứu phân tử đã công nhận quan hệ nhóm chị em của tông Psittacini và Arini trong phân họ Psittacinae, nên hai nhóm này đã được nâng lên thành phân họ Psittacinae và Arinae. Phân họ Loriinae và các tông khác trong phân họ Psittacinae hiện được xếp thành liên họ Psittacoidea.
- Phân họ Psittacinae
  - Chi Psittacus
  - Chi Poicephalus
- Phân họ Arinae
  - Tông Arini
  - Tông Androglossini
  - Nhánh (tông đề xuất Amoropsittacini)
  - Nhánh (tông đề xuất Forpini) -
  - (các tông khác)
    - Chi Pionites
    - Chi Deroptyus
    - Chi Hapalopsittaca
    - Chi Brotogeris
    - Chi Myiopsitta